# Мужская сборная Колумбии по софтболу
Мужская национальная сборная Колумбии по софтболу — представляет Колумбию на международных софтбольных соревнованиях. Управляющей организацией выступает Федерация софтбола Колумбии (исп. Federación Colombiana de Softbol).

## Результаты выступлений

### Чемпионаты мира
| Год        | Победы         | Поражения      | Место          |
| ---------- | -------------- | -------------- | -------------- |
| 1966—2009  | не участвовали | не участвовали | не участвовали |
| 2013       | 3              | 4              | 10             |
| 2015—н. в. | не участвовали | не участвовали | не участвовали |

### Панамериканские чемпионаты
| Год       | Победы            | Поражения         | Место             |
| --------- | ----------------- | ----------------- | ----------------- |
| 1981      | не участвовали    | не участвовали    | не участвовали    |
| 1985      |                   |                   | ??                |
| 1989—1993 | не участвовали    | не участвовали    | не участвовали    |
| 1998      | 2                 | 9                 | 11                |
| 2002      | 3                 | 10                | 11                |
| 2006      | не участвовали    | не участвовали    | не участвовали    |
| 2012      | 6                 | 3                 | 5                 |
| 2014      | снялись с турнира | снялись с турнира | снялись с турнира |
| 2017      | 5                 | 3                 | 7                 |
| 2022      |                   |                   | ??                |

### Панамериканские игры
| Год        | Победы                                           | Поражения                                        | Место                                            |
| ---------- | ------------------------------------------------ | ------------------------------------------------ | ------------------------------------------------ |
| 1979       | 3                                                | 4                                                | 5                                                |
| 1983       | не участвовали                                   | не участвовали                                   | не участвовали                                   |
| 1987       | 2                                                | 7                                                | 8                                                |
| 1991—2003  | не участвовали                                   | не участвовали                                   | не участвовали                                   |
| 2007—2011  | не было турнира по софтболу среди мужских команд | не было турнира по софтболу среди мужских команд | не было турнира по софтболу среди мужских команд |
| 2015—н. в. | не участвовали                                   | не участвовали                                   | не участвовали                                   |

### Игры Центральной Америки и Карибского бассейна
| Год       | Победы         | Поражения      | Место          |
| --------- | -------------- | -------------- | -------------- |
| 1974      |                |                | ??             |
| 1978      |                |                | ??             |
| 1982      |                |                | ??             |
| 1986      |                |                | ??             |
| 1990      |                |                | ??             |
| 1993      |                |                | ??             |
| 1998      | 3              | 5              | 6              |
| 2002      | не участвовали | не участвовали | не участвовали |
| 2006      | 1              | 6              | 7              |
| 2010—2014 | не участвовали | не участвовали | не участвовали |
| 2018      | 2              | 4              | 5              |

### Чемпионаты Южной Америки
| Год  | Победы | Поражения | Место |
| ---- | ------ | --------- | ----- |
| 2015 |        |           | 2     |
| 2016 |        |           | 4     |
| 2018 |        |           | 4     |